# 祯埠镇
祯埠镇，原为祯埠乡，是中华人民共和国浙江省丽水市青田县下辖的一个乡镇级行政单位。2019年2月撤乡设镇，区划代码改为331121110。

## 行政区划
祯埠乡下辖以下地区：
马岭脚村、王村、岭下村、祯埠村、兆庄村、陈篆村、小群村和锦水村。

## 交通
- 金温铁路：陈篆站

## 特产
祯埠镇有着30余年休闲椅生产历史，是著名的“休闲椅之乡”，也是全国最大的休闲椅基地之一，年产休闲椅500余万张，产品畅销全国并远销亚州、欧洲、非州、南美等地。